# Lomatogonium rotatum
Espèce
Lomatogonium rotatum est une espèce de plantes de la famille des Gentianacées.